# Xenochaetina pallida
Xenochaetina pallida är en tvåvingeart som beskrevs av Malloch 1923. Xenochaetina pallida ingår i släktet Xenochaetina och familjen lövflugor.
Artens utbredningsområde är Nicaragua. Inga underarter finns listade i Catalogue of Life.